# Novokamianka
Novokamianka  (ucraniano: Новокам'янка) es una localidad del Raión de Izmail en el Óblast de Odesa de Ucrania. Según el censo de 2001, tiene una población de 116 habitantes.